# Mórrope
Mórrope (del mochica: murrup, «iguana») es una localidad peruana capital del distrito homónimo ubicado en la provincia de Lambayeque en el  departamento de Lambayeque.
La ciudad de Mórrope fue declarada monumento histórico del Perú el 30 de diciembre de 1986 mediante el RMN° 796-86-ED.
Del nombre Mórrope existe una leyenda sobre una mítica iguana conocida como “Murrup" o "Morrop”.

## Cultura
Entre las costumbres típicas, la gastronomía resalta la preparación del “cebiche” que se diferencia por llevar chicha en vez del limón y el tostado de la cancha (maíz seco) se realiza en arena caliente. En cuanto a festividades la Fiesta de todos los Santos es un evento que se congregan en el 1 y 2 de noviembre, o la Fiesta de la Cruz de Pañala en el día 10 de mayo.
En la agricultura se cultiva algodón nativo y calabazas utilizado para “mates burilados”.

## Geografía
Mórrope está sobre la costa desértica; se encuentra a 33 kilómetros al norte de Chiclayo (Aprox. 35 minutos vía terrestre vehicular). Alrededor de Mórrope se encuentran playas acogedoras como El Sombrero, La Ensenada, El Barco, El Cura y San Pedro siendo ésta la principal del distrito. Además alberga sitios arqueológicos como Huaca Casa Grande y la Huaca Cucufán de la cultura Moche.

### Clima
| Parámetros climáticos promedio de Mórrope | Parámetros climáticos promedio de Mórrope | Parámetros climáticos promedio de Mórrope | Parámetros climáticos promedio de Mórrope | Parámetros climáticos promedio de Mórrope | Parámetros climáticos promedio de Mórrope | Parámetros climáticos promedio de Mórrope | Parámetros climáticos promedio de Mórrope | Parámetros climáticos promedio de Mórrope | Parámetros climáticos promedio de Mórrope | Parámetros climáticos promedio de Mórrope | Parámetros climáticos promedio de Mórrope | Parámetros climáticos promedio de Mórrope | Parámetros climáticos promedio de Mórrope |
| Mes                                       | Ene.                                      | Feb.                                      | Mar.                                      | Abr.                                      | May.                                      | Jun.                                      | Jul.                                      | Ago.                                      | Sep.                                      | Oct.                                      | Nov.                                      | Dic.                                      | Anual                                     |
| ----------------------------------------- | ----------------------------------------- | ----------------------------------------- | ----------------------------------------- | ----------------------------------------- | ----------------------------------------- | ----------------------------------------- | ----------------------------------------- | ----------------------------------------- | ----------------------------------------- | ----------------------------------------- | ----------------------------------------- | ----------------------------------------- | ----------------------------------------- |
| Temp. máx. media (°C)                     | 30.3                                      | 31.4                                      | 31.5                                      | 29.9                                      | 27.8                                      | 25.7                                      | 24.7                                      | 24.3                                      | 24.1                                      | 25.3                                      | 26.5                                      | 29.7                                      | 27.6                                      |
| Temp. media (°C)                          | 25.1                                      | 26.1                                      | 26.1                                      | 24.7                                      | 23                                        | 21.1                                      | 20.1                                      | 19.7                                      | 19.8                                      | 20.5                                      | 21.4                                      | 23.8                                      | 22.6                                      |
| Temp. mín. media (°C)                     | 20                                        | 20.8                                      | 20.7                                      | 19.5                                      | 18.3                                      | 16.6                                      | 15.6                                      | 15.1                                      | 15.5                                      | 15.7                                      | 16.3                                      | 17.9                                      | 17.7                                      |
| Fuente: climate-data.org                  |                                           |                                           |                                           |                                           |                                           |                                           |                                           |                                           |                                           |                                           |                                           |                                           |                                           |

## Lugares de interés
- Iglesia San Pedro de Mórrope
- Playa San Pedro de Mórrope